# Oleg Sakirkin
Oleg Sakirkin (Unión Soviética, 23 de enero de 1966-18 de marzo de 2015) es un atleta , especializado en la prueba de triple salto en la que llegó a ser campeón mundial en 1987.

## Ámbito deportivo
En el Mundial de Roma 1987 ganó la medalla de bronce en triple salto, con un salto de 17.43 metros, quedando en el podio tras el búlgaro Khristo Markov y el estadounidense Mike Conley (plata).